# Выкат
Выкат (ранее называлась фин. Pummanginjoki — Пуммангинйоки) — река в России, протекает по в Мурманской области. Расположена в центральной части Среднего полуострова. Впадает в губу Большая Волоковая Баренцева моря. Длина реки составляет 14 км.
Протеает через озеро Земляное, у которого стоит поселение Земляное. В устье находится станция Земляное (Пумманки фин. Pummangin, см. финское название залива Большая Волоковая — Pummanginvuono).
Река Выкат, вместе с областью Петсамо, в 1940 году передана от Финляндии к Советскому Союзу.

## Данные водного реестра
По данным государственного водного реестра России относится к Баренцево-Беломорскому бассейновому округу, водохозяйственный участок реки — реки бассейна Баренцева моря от восточной границы реки Печенга до западной границы бассейна реки Воронья, без рек Тулома и Кола. Речной бассейн реки — бассейны рек Кольского полуострова, впадает в Баренцево море.
Код объекта в государственном водном реестре — 02010000612101000000493.